# 伊達神社 (亀岡市)
伊達神社（だてじんじゃ）は、『延喜式』神名帳で丹波国桑田郡に記載される式内社。次の2社が論社とされている。
- 1. 伊達神社 （京都府亀岡市宇津根町東浦1-2）
- 2. 伊達神社 （京都府亀岡市余部町加塚16）

## 考証
亀岡市内に論社が二社あるが、現在いずれも小さい神社で、由緒も明らかでない。両社の関係も定かではないが、一説には宇津根町の社は余部町の社からの分祀であるともいわれ、例祭も同日に行われている。他の伊達神社同様、祭神には五十猛命を祀っている。

## 伊達神社 (亀岡市宇津根町)
伊達神社（だてじんじゃ）は、京都府亀岡市宇津根町にある神社。式内社論社。旧社格は村社。

### 祭神
- 五十猛命

### 歴史
古くは隣接する法蔵寺の境内社であったが、延享4年（1747年）の大堰川の氾濫によって宝蔵寺とともに流出し記録類が失われている。
一説には、奥州藤原氏の藤原秀衡の三男・忠衡の別荘が宇津根にあり、その霊を祀ったのが当社、別荘がのちに法蔵寺となったされる。ただし式内社成立のほうが時代的に早期であるので、当社を借りて忠衡の霊を祀ったものとされる。
明治の神仏分離に際して現在地に移転し独立した。

### 境内
覆屋内に一間社流造の本殿が鎮座する。基壇の刻銘から寛政元年（1789年）造営とされる。

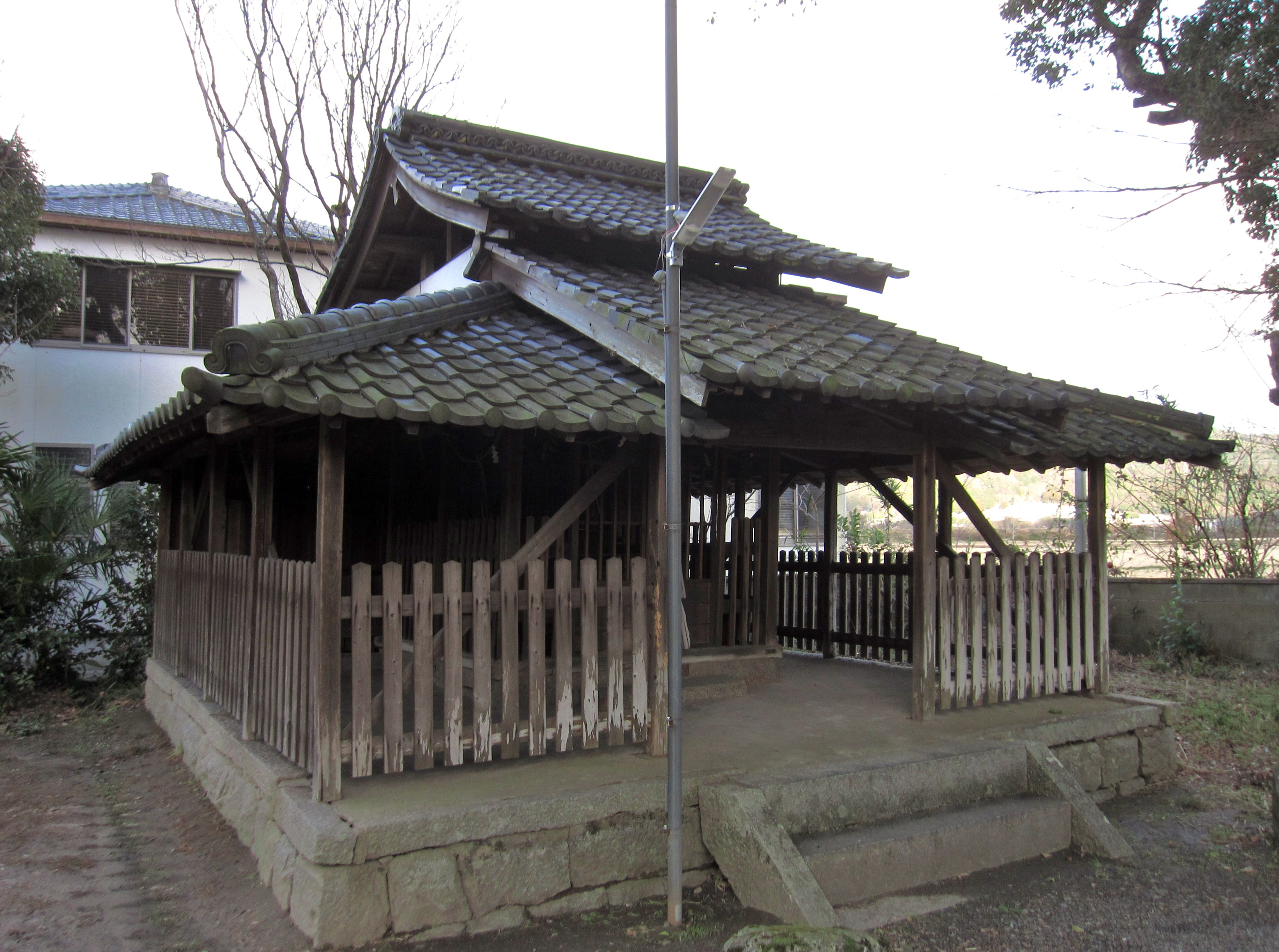
本殿の覆屋

### 摂末社
- 稲荷社

## 伊達神社 (亀岡市余部町)
伊達神社（だてじんじゃ）は、京都府亀岡市余部町にある神社。式内社論社。旧社格は無格社（社格がないという意味ではなく「無格社」という社格）。

### 祭神
- 五十猛命

### 歴史
由緒は不詳。宇津根町にある伊達神社は、当社からの分祀であるといわれる。

### 境内
境内はとても小さく、その中に2棟の社殿が立つ。石鳥居は元和5年（1619年）の造営。

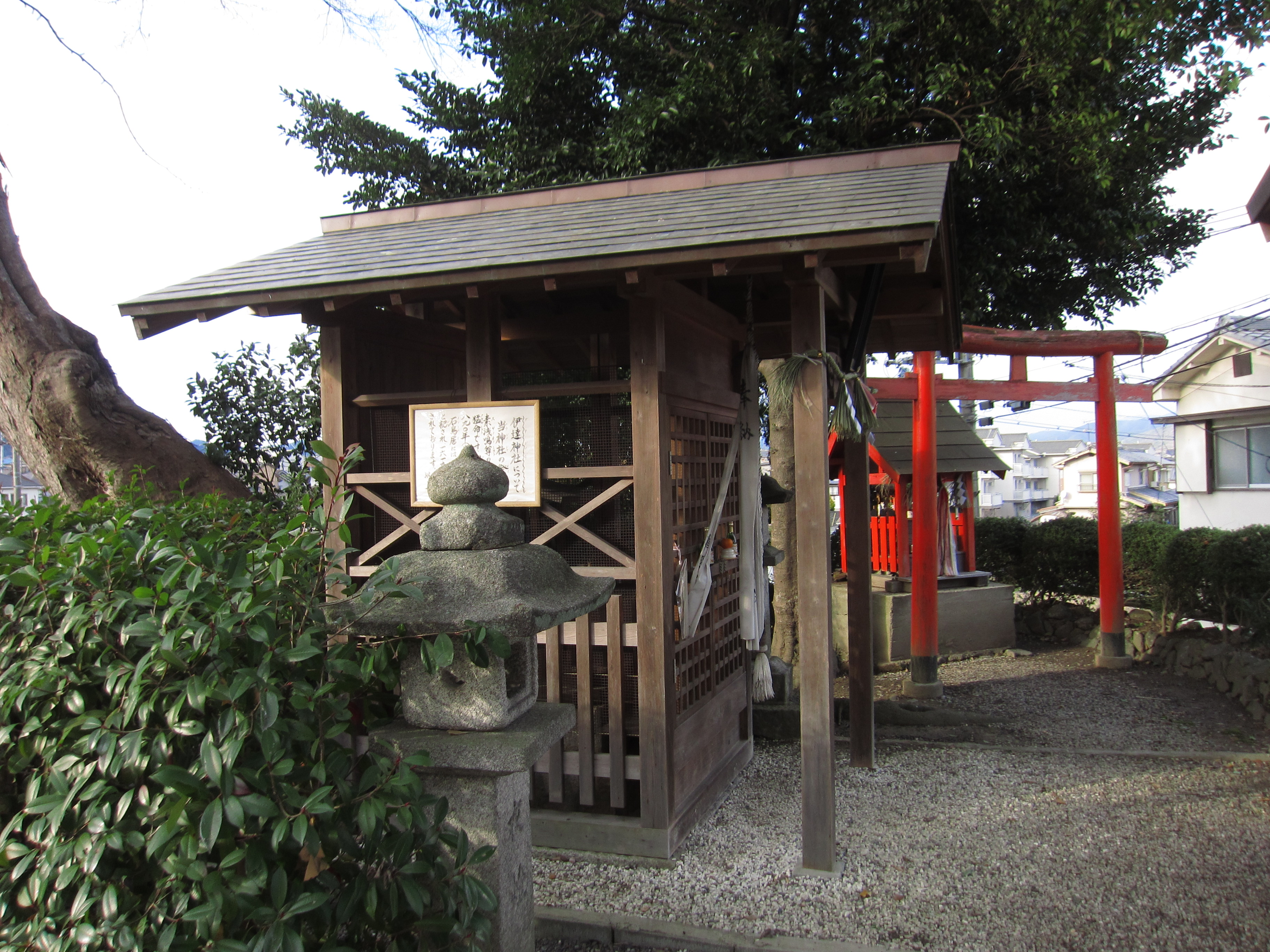
本殿覆屋（手前）と境内稲荷社（奥）

### 摂末社
- 稲荷社